# La Chapelle-Montabourlet
 La Chapelle-Montabourlet  (en occitano La Chapela de Montaborlet) es una población y comuna francesa, situada en la región de Aquitania, departamento de Dordoña, en el distrito de Périgueux y cantón de Verteillac.

## Demografía
| 121 | 97 | 72 | 79 | 85 | 80 |
| Para los censos de 1962 a 1999 la población legal corresponde a la población sin duplicidades (Fuente: INSEE [Consultar]) |    |    |    |    |    |